# Бесленски рид
Бесленският рид (на гръцки: Χάρακας) е ниска планина в Драмско, Гърция и България, част от Боздаг (Фалакро).

## Описание
Планината е разположена в най-северната част на Боздаг, северно от Шилка, между река Места на изток и гранична пирамида № 166 на 400 m и Белотинското езеро и гранична пирамида 141 на 760 m на запад. Чрез Чечкия пролом на изток се отделя от рида Дъбраш на Родопите, а на запад граничи с Белотинските планини. На север  е разположена Гоцеделчевската котловина, а на юг- Зърневското карстово поле. Общата площ на планината е 156 km2. Дължината ѝ е 21 km, а средната ширина 8 – 9 km. Най-високият ѝ връх е Чиплак баир – 1190 метра. Скалите са предимно метаморфни - гнайси, шисти, мрамори, амфиболити. Климатът е преходносредиземноморски със средната годишна валежна сума е около 750 - 900 mm. Почвите са излужени канелени горски на места силно ерозирани. По билните части преобладават гори от горун, а по склоновете - благун. На отделни места се срещат насаждения от черен бор. В северното подножие на Бесленския рид са разположени селата Петрелик, Теплен и Беслен.
Гръцкото име Харакас е по новото име на бившето село Гущерак.
Изкачването на първенеца Чиплак баир, може да стане от село Беслен (на българска територия) за 2 часа по планински черен път тръгващ на юг, и от Белотинци (на гръцка територия) също за 2 часа по черен път, водещ на североизток.
| Име            | Име                                 | Височина      | Местоположение                                      |
| -------------- | ----------------------------------- | ------------- | --------------------------------------------------- |
| Чиплак баир    | Χάρακας                             | 1090 m        | гранична пирамида № 152                             |
|                | Σταυρός, Άγιος Νικόλαος             | 1058 m        | С от Ливадища (Ливадаки)                            |
|                | Φυλάκιο                             | 1011 m        | гранична пирамида № 148                             |
|                | Άγιος Νικόλαος, Σταυρό              | 949 m         | СИ от Ливадища (Ливадаки) и СЗ от Блатчен (Алхадия) |
|                | Βαλανιδιές                          | 940 m         | СЗ от Гущерак (Харакас)                             |
| Чиплак         | Γυμνή, Τσιμπλάκι, Τσιπλάκι, Τσίπλακ | 908 m         | З от Гущерак (Харакас)                              |
| Дервише        | Καλινέ, Δερβισέ                     | 742 m         | С от Черешово (Пагонери)                            |
|                | Καλόγερος                           | 920 m         |                                                     |
| Бузурак        | Μπουζουράνη                         | 600 m         | ЮИ на Ракищен (Катахлоро)                           |
| Свети Илия     | Προφήτης Ηλίας                      | 700 m         |                                                     |
|                | Ράχες                               | 940 m - 900 m | И от Чиплак баир                                    |
| Мандра Горица  | Τσακάλι, Μάνδρα Γκούρτσα            | 840 m         | СЗ от Гущерак (Харакас)                             |
| Пакин връх     |                                     | 963,6 m       | ЮЗ от Беслен                                        |
| Тепленски връх |                                     | 980 m         | гранична пирамида № 146                             |
| Тумбата        |                                     | 804,8 m       | ЮИ от Беслен                                        |